# SHORT CIRCUIT (アルバム)
『SHORT CIRCUIT』（ショートサーキット）は、I'veの1枚目のコンセプト・アルバム。2003年11月27日にファクトリーレコーズから発売された。SHORT CIRCUITとは短絡回路という意味である。

## 概要
ジャケットは有末つかさが担当。「革命音戦士」が音楽（電波ソング）で革命を起こすとのコンセプトで描かれている。発売日には、I'veとしての初イベントとなる秋葉原アソビットシティにて発売記念イベントが開催され、KOTOKO、詩月カオリ、高瀬一矢が出演した。

## 収録曲
1. Change my Style 〜あなた好みの私に〜 [4:52]
歌：KOTOKO
作詞･作曲：KOTOKO、編曲：高瀬一矢
2. 恋愛CHU! -Remix-  [4:20]
歌：KOTOKO to 詩月カオリ
作詞：KOTOKO、作曲・編曲：中沢伴行
  - ※当初発表されたときのボーカルはKOTOKO to AKIだったが、AKIがI'veから脱退したことにより、リミックス版収録のため詩月カオリとのユニットで収録された。
3. 消えない想い -Album Mix-  [4:46]
歌：詩月カオリ
作詞：ますだ由希、作曲：羽越実有、編曲：羽越実有・高瀬一矢
4. さくらんぼキッス 〜爆発だも〜ん〜 [4:27]
歌：KOTOKO
作詞：KOTOKO、作曲・編曲：C.G mix
5. レモネード [5:04]
歌：詩月カオリ
作詞：KOTOKO、作曲・編曲：高瀬一矢
6. You're My Treasure [5:08]
歌：KOTOKO・AKI・RIMIKKA
作詞：KOTOKO、作曲・編曲：高瀬一矢
7. Senecio -Album Mix- [5:52]
歌：詩月カオリ
作詞：KOTOKO、作曲：中沢伴行、編曲：中坪淳彦
8. あちちな夏の物語り [4:34]
歌：KOTOKO
作詞：KOTOKO、作曲･編曲：高瀬一矢
9. Magical Sweetie [5:23]
歌：KOTOKO
作詞：KOTOKO、作曲：高瀬一矢、編曲：中沢伴行
10. Cream+Mint [4:16]
歌：KOTOKO
作詞：KOTOKO、作曲・編曲：C.G mix
11. Pure Heart 〜世界で一番アナタが好き〜 -Remix- [4:43]
歌：詩月カオリ
作詞：KOTOKO、作曲：高瀬一矢、編曲：中沢伴行
  - ※当初発表されたときのボーカルはAKIだったが、AKIがI'veから脱退したことにより、リミックス版収録のため詩月カオリのボーカルで収録された。
12. 想い出は風の中で… [3:58]
歌：KOTOKO
作詞：KOTOKO、作曲：高瀬一矢、編曲：中坪淳彦
13. Short Circuit [4:15]
歌：KOTOKO
作詞：KOTOKO、作曲・編曲：高瀬一矢

## タイアップ
| 曲名                                  | タイアップ                                                         |
| ------------------------------------- | ------------------------------------------------------------------ |
| Change my Style 〜あなた好みの私に〜  | PCゲーム『コスって!MyHoney』主題歌                                 |
| 恋愛CHU!                              | PCゲーム『恋愛CHU! -彼女のヒミツはオトコのコ?-』主題歌             |
| 消えない想い                          | PCゲーム『金曜日の仔猫』主題歌                                     |
| さくらんぼキッス 〜爆発だも〜ん〜     | PCゲーム『カラフルキッス 〜12コの胸キュン!〜』オープニングテーマ   |
| You're My Treasure                    | PCゲーム『SPOTLIGHT 〜羡望と欲望の狭間〜』主題歌                   |
| Senecio                               | TVアニメ『おねがい☆ティーチャー』イメージソング                    |
| あちちな夏の物語                      | PCゲーム『Ripple 〜ブルシールへようこそっ〜』オープニングテーマ    |
| Magical Sweetie                       | PCゲーム『お姫さまだっこ 〜天使のオシオキ〜』主題歌                |
| Cream+Mint                            | PCゲーム『ショコラ 〜maid cafe "curio"〜』オープニングテーマ       |
| Pure Heart 〜世界で一番アナタが好き〜 | PCゲーム『PureHeart 〜世界で一番アナタが好き〜』オープニングテーマ |
| 想い出は風の中で…                     | PCゲーム『義妹 〜背徳の契り〜』エンディングテーマ                  |

## リリース履歴
| # | 発売日         | リリース                                | 規格     | 品番      | 備考                                                                                  |
| - | -------------- | --------------------------------------- | -------- | --------- | ------------------------------------------------------------------------------------- |
| 1 | 2003年11月27日 | ファクトリーレコーズ / ビジュアルアーツ | CD-DA    | ICD-66009 |                                                                                       |
| 2 | 2024年12月4日  | 狼工房                                  | LP 2枚組 | CHPY-1038 | SHORT CIRCUIT II LP盤と同時発売。 トラック1～7が1枚目、8～13が2枚目に収録されている。 |